# Феодор II (герцог Неаполя)
Феодор II (Теодор II; лат. Theodorus II, итал. Tedodoro II; IX век) — герцог Неаполя в 821 году.

## Биография
О Феодоре II сообщается в нескольких раннесредневековых источниках, в том числе, в написанной Иоанном Диаконом второй части «Деяний неаполитанских епископов». В «Хронике герцогов Беневенто, Салерно, Капуи и Неаполя» также содержатся сведениях о правителях Неаполя того времени.
В течение более полувека, начиная со Стефана II, Неаполем правили герцоги, лишь формально признававшие над собой власть византийских императоров. Однако после смерти в 818 году герцога Анфима в Неаполе началась борьба за власть, сопровождавшаяся даже вооружёнными столкновениями между сторонниками претендентов на престол. В результате знать и духовенство города были вынуждены обратиться к стратигу Сицилии с просьбой помочь им избрать достойного кандидата на должность герцога. Выбор стратига пал на магистра армии Феоктиста, военачальника, преуспевшего в войнах с лангобардами. Однако эта кандидатура по неизвестным причинам не встретила одобрения при императорском дворе в Константинополе, и стратиг Сицилии по указанию императора Михаила II Травла назначил в 821 году герцогом Неаполя протоспафария Феодора. Оба эти назначения свидетельствуют о значительном усилении в то время верховной власти правителя Византии в Южной Италии и намерении византийцев поставить Неаполь под свой полный контроль. Однако назначение Феодора II герцогом вызвало недовольство неаполитанцев. Возможно, что жители Неаполя опасались потерять свои привилегии, которыми они владели тогда, когда правитель их города избирался из представителей местной знати. В результате уже летом того же года неаполитанцы подняли мятеж, изгнали Феодора II, а его преемником избрали Стефана III, племянника Стефана II. О дальнейшей судьбе Феодора II сведений не сохранилось.